# Donald Sweeney
Donald Clarke Sweeney (né le 17 août 1966 à Saint-Stephen dans la province de Nouveau-Brunswick au Canada) est un joueur professionnel canadien de hockey sur glace devenu dirigeant. Il évoluait au poste de défenseur.
Il est actuellement le directeur général des Bruins de Boston.

## Biographie
Don Sweeney est repêché par les Bruins de Boston en 166e position du repêchage d'entrée dans la LNH 1984. Il joue quatre saisons avec le Crimson d'Harvard de 1984 à 1988 puis passe au niveau professionnel avec les Mariners du Maine lors des séries éliminatoires de la Ligue américaine de hockey en 1988. Il fait ses débuts dans la Ligue nationale de hockey avec les Bruins en 1988-1989 et joue au total 15 saisons avec l'équipe. Il joue sa dernière saison en 2003-2004 avec les Stars de Dallas.
En juin 2006, il est nommé directeur du développement des joueurs des Bruins puis occupe un second poste avec l'équipe en juillet 2007 en étant nommé directeur des opérations hockey. En 2009, il est nommé directeur général adjoint par les Bruins,. Avec ce poste, il remporte la coupe Stanley avec les Bruins en 2011. Le 20 mai 2015, il est nommé directeur général de l'équipe à la suite du congédiement de Peter Chiarelli.

## Statistiques

### En club
| Saison     | Équipe            | Ligue      |       | Saison régulière | Saison régulière | Saison régulière | Saison régulière | Saison régulière |   | Séries éliminatoires | Séries éliminatoires | Séries éliminatoires | Séries éliminatoires | Séries éliminatoires |
| Saison     | Équipe            | Ligue      | PJ    | B                | A                | Pts              | Pun              | PJ               | B | A                    | Pts                  | Pun                  |                      |                      |
| 1983-1984  | St. Paul's School | USHS-NH    | 22    | 33               | 26               | 59               | -                | -                | - | -                    | -                    | -                    |                      |                      |
| 1984-1985  | Crimson d'Harvard | NCAA       | 29    | 3                | 7                | 10               | 30               | -                | - | -                    | -                    | -                    |                      |                      |
| 1985-1986  | Crimson d'Harvard | NCAA       | 31    | 4                | 5                | 9                | 12               | -                | - | -                    | -                    | -                    |                      |                      |
| 1986-1987  | Crimson d'Harvard | NCAA       | 34    | 7                | 14               | 21               | 22               | -                | - | -                    | -                    | -                    |                      |                      |
| 1987-1988  | Crimson d'Harvard | NCAA       | 30    | 6                | 23               | 29               | 37               | -                | - | -                    | -                    | -                    |                      |                      |
| 1987-1988  | Mariners du Maine | LAH        | -     | -                | -                | -                | -                | 6                | 1 | 3                    | 4                    | 0                    |                      |                      |
| 1988-1989  | Mainers du Maine  | LAH        | 42    | 8                | 17               | 25               | 24               | -                | - | -                    | -                    | -                    |                      |                      |
| 1988-1989  | Bruins de Boston  | LNH        | 36    | 3                | 5                | 8                | 20               | -                | - | -                    | -                    | -                    |                      |                      |
| 1989-1990  | Mariners du Maine | LAH        | 11    | 0                | 8                | 8                | 8                | -                | - | -                    | -                    | -                    |                      |                      |
| 1989-1990  | Bruins de Boston  | LNH        | 58    | 3                | 5                | 8                | 58               | 21               | 1 | 5                    | 6                    | 18                   |                      |                      |
| 1990-1991  | Bruins de Boston  | LNH        | 77    | 8                | 13               | 21               | 67               | 19               | 3 | 0                    | 3                    | 25                   |                      |                      |
| 1991-1992  | Bruins de Boston  | LNH        | 75    | 3                | 11               | 14               | 74               | 15               | 0 | 0                    | 0                    | 10                   |                      |                      |
| 1992-1993  | Bruins de Boston  | LNH        | 84    | 7                | 27               | 34               | 68               | 4                | 0 | 0                    | 0                    | 4                    |                      |                      |
| 1993-1994  | Bruins de Boston  | LNH        | 75    | 6                | 15               | 21               | 50               | 12               | 2 | 1                    | 3                    | 4                    |                      |                      |
| 1994-1995  | Bruins de Boston  | LNH        | 47    | 3                | 19               | 22               | 24               | 5                | 0 | 0                    | 0                    | 4                    |                      |                      |
| 1995-1996  | Bruins de Boston  | LNH        | 77    | 4                | 24               | 28               | 42               | 5                | 0 | 2                    | 2                    | 6                    |                      |                      |
| 1996-1997  | Bruins de Boston  | LNH        | 82    | 3                | 23               | 26               | 39               | -                | - | -                    | -                    | -                    |                      |                      |
| 1997-1998  | Bruins de Boston  | LNH        | 59    | 1                | 15               | 16               | 24               | -                | - | -                    | -                    | -                    |                      |                      |
| 1998-1999  | Bruins de Boston  | LNH        | 81    | 2                | 10               | 12               | 64               | 11               | 3 | 0                    | 3                    | 6                    |                      |                      |
| 1999-2000  | Bruins de Boston  | LNH        | 81    | 1                | 13               | 14               | 48               | -                | - | -                    | -                    | -                    |                      |                      |
| 2000-2001  | Bruins de Boston  | LNH        | 72    | 2                | 10               | 12               | 26               | -                | - | -                    | -                    | -                    |                      |                      |
| 2001-2002  | Bruins de Boston  | LNH        | 81    | 3                | 15               | 18               | 35               | 6                | 0 | 1                    | 1                    | 2                    |                      |                      |
| 2002-2003  | Bruins de Boston  | LNH        | 67    | 3                | 5                | 8                | 24               | 5                | 0 | 1                    | 1                    | 0                    |                      |                      |
| 2003-2004  | Stars de Dallas   | LNH        | 63    | 0                | 11               | 11               | 18               | 5                | 0 | 0                    | 0                    | 2                    |                      |                      |
| Totaux LNH | Totaux LNH        | Totaux LNH | 1 115 | 52               | 221              | 273              | 681              | 108              | 9 | 10                   | 19                   | 81                   |                      |                      |

### En équipe nationale
Il a représenté le Canada au niveau international.
| Année | Compétition          |    | PJ | B | A | Pts | Pun                  |  | Résultat |
| 1997  | Championnat du monde | 11 | 1  | 3 | 4 | 6   | Médaille d'or, monde |  |          |

## Trophées et honneurs personnels
- 1987-1988 :
  - nommé dans la première équipe d'étoiles de l'ECAC.
  - nommé dans l'équipe d'étoiles de l'association de l'Est de la NCAA.
- 2018-2019 :
  - Trophée pour le « Directeur général de l'année » des Bruins de Boston de la LNH[6].